# Maria da Glória Carvalho
Maria da Glória Carvalho (Rio de Janeiro, 15 de Agosto de 1950) é uma modelo e miss brasileira que ficou famosa após ter vencido o concurso de Miss Internacional 1968. Seu nome é devido ao dia em que nasceu, dia de Nossa Senhora da Glória. Seu pai, Alberto Carvalho Filho, era veterinário e sócio do Iate Clube do Rio de Janeiro, sua mãe Célia Carvalho era dona de casa.

## Concursos de Beleza

### Miss Guanabara
Vinte e oito jovens desejavam o título de Miss Guanabara em Junho de 1968, em um Maracanãzinho lotado. As preferidas do público eram as Misses Monte Líbano, Radar, Botafogo, Paquetá e Renascença, que fizeram parte do grupo das oito finalistas, ao lado da Miss Telefônica e da Miss Sírio e Libanês. Miss Paquetá impressionou no teste de desembaraço ao afirmar que apreciava o talento de Omar Sharif, o dinheiro de Jorge Guinle, o lirismo de Chico Buarque e a humildade de Pelé. Ao ser anunciado o resultado do concurso, os aplausos foram unânimes para a primeira colocada, Maria da Glória Carvalho, Miss Monte Líbano. O público estranhou apenas a ausência de Ione Fernandes, Miss Renascença, entre as quatro finalistas, cabendo o segundo lugar à Regina Maria de Carvalho Melo, Miss Radar, e o terceiro a Tânia Drumond, Miss Botafogo.

### Miss Brasil
A carioca não chegou como favorita ao concurso nacional, e mesmo contra o gosto dos fotógrafos locais que cobriam o evento, acabou ficando em terceiro lugar no ano que elegeu a baiana Martha Vasconcellos como rainha máxima da beleza brasileira. Posteriormente Martha se tornaria naquele ano Miss Universo 1968 em Long Beach, nos Estados Unidos. Em segundo lugar ficou a mineira Ângela Carmélia Stecca, que representaria o Brasil no Miss Mundo daquele ano. Com a terceira colocação, Maria da Glória representaria seu País na primeira edição do Miss Beleza Internacional realizado fora de terras americanas, este se realizaria em Tóquio, no Japão.
Sobre sua terceira colocação, a revista Manchete chegou a declarar:
| “ | Miss Estado do Rio, Josemary Corrêa, é a própria jovialidade. Sua juventude, em forma e espírito, contribuiu muito para a conquista do quarto lugar. O rosto perfeito e a plástica invejável colocaram-na logo entre as favoritas. (...) Maria da Glória considera que havia rostos mais belos do que o seu, mas atribui a colocação em terceiro lugar à segurança e personalidade de que deu provas. | ” |

### Miss Internacional
Realizado no recém-inaugurado Nippon Budokan Hall, em Tóquio, capital do Japão, no dia 09 de outubro de 1968, o Brasil conquistava seu terceiro título internacional. Maria da Glória e Martha Vasconcellos fizeram, sem querer, um feito grandioso em dias atuais, o de vencer no mesmo ano, dois dos três principais concursos de beleza do planeta na época.
Quarenta e nove (49) jovens desejavam o título de Miss Beleza Internacional. Maria da Glória Carvalho era uma das favoritas. A decisão da comissão julgadora foi quase unânime: Maria da Glória Carvalho foi eleita Miss Beleza Internacional  com 12 pontos de vantagem sobre Annika Hemminge, Miss Suécia, segunda colocada.
Seus conhecimentos de língua japonesa contribuíram para sua vitória no concurso.  Com o primeiro lugar, Maria da Glória Carvalho recebeu 2 milhões de yens e uma coroa de pérolas, brilhantes e platina da Mikymoto. Ganhou muita fama e popularidade no Japão, onde trabalhou quatro anos como modelo e apresentadora de televisão, até que decidiu voltar definitivamente para o Brasil.
| “ | Não gostava que a chamassem Maria. Porque Maria todas podem ser, ou até ninguém, tenha o nome que tiver. Por isso, achou interessantíssimo quando, em Tóquio, um locutor anunciou o que imaginava ser seu nome: "Gurória". | ” |

## Vida Pessoal
Ela foi casada com o magnata Tião Maia e depois com o publicitário Aquiles Limberti de Mora, falecido em 1984, pai do seu único filho, Carlos Alberto Carvalho Limberti de Moura.